# Ginostemio
Ginostemio è la struttura in cui si fondono gli organi riproduttivi, ossia stami e pistillo, di alcune piante come, ad esempio, le orchidee, le Aristolochiaceae e le Stylidiaceae.